# Afer Trent
L'Afer Trent (també conegut com l'afer Mason i Slidell) va ésser un incident diplomàtic internacional que va tenir lloc durant la Guerra Civil Americana. El 8 de novembre, de 1861, l'USS San Jacinto, comandat pel Capità de la Unió Charles Wilkes, va interceptar el correu britànic Trent on viatjaven dos diplomàtics Confederats, James Mason i John Slidell. Anaven en missió diplomàtica cap al Regne Unit (llavors la nació més potent al món) i França per a defensar la causa del reconeixement diplomàtic de la Confederació a Europa.
La reacció inicial als Estats Units va ésser d'entusiasme en suport de la captura, però molts líders americans tenien dubtes pel que fa a l'oportunitat i la legalitat de l'acte. Als estats Confederats, es va obrir l'esperança que l'incident portaria a una ruptura permanent en les relacions angloamericanes, i al reconeixement diplomàtic de la Confederació per part de la Gran Bretanya, i, en darrer terme, a la independència del Sud. Al Regne Unit, l'opinió pública va expressar la seva indignació contra el que es veia com un insult al seu honor nacional. El govern britànic va exigir una disculpa i l'alliberament dels dos diplomàtics mentre es donaven ordres per a reforçar les seves forces militars al Canadà i l'Atlàntic.
Després d'unes quantes setmanes de tensió durant la qual els Estats Units i el Regne Unit van ésser molt a prop de guerra, l'incident es va resoldre quan l'administració Lincoln va alliberar els enviats i va desautoritzar les accions del Capità Wilkes. No es va donar, però, cap disculpa formal. Mason i Slidell van continuar el seu viatge a Anglaterra però van fracassar en el seu objectiu d'aconseguir el reconeixement diplomàtic de la Confederació.